# Iosif Vigu
Iosif Vigu (Crișana, 15 maggio 1946) è un ex calciatore rumeno, di ruolo difensore.

## Palmarès

### Competizioni nazionali
- Campionato rumeno: 3

Steaua Bucarest: 1967-68, 1975-76, 1977-78
- Coppa di Romania: 5

Steaua Bucarest: 1966-67, 1968-69, 1969-70, 1970-71, 1978-79